# Kern&Punt
Kern&Punt er et tidligere nederlandsk lokalt politisk parti fra Sint Anthonis kommune i provinsen Noord-Brabant. Partiet var siden 2002 repræsenteret i kommunalbestyrelsen i Sint Anthonis og i 2009 fusionerede det med Welzijn Voor Iedereen, for at blive det nye parti Sint Anthonis Nu.
Ved valget i 2002 tog partiet fem pladser; ved valget i 2006 fik de tre sæder. Kern&Punt var ikke tilknyttet et nationalt politisk parti.

## Eksterne link
- Hjemmeside Kern&Punt (nederlandsk/hollandsk)